# Magnoliae

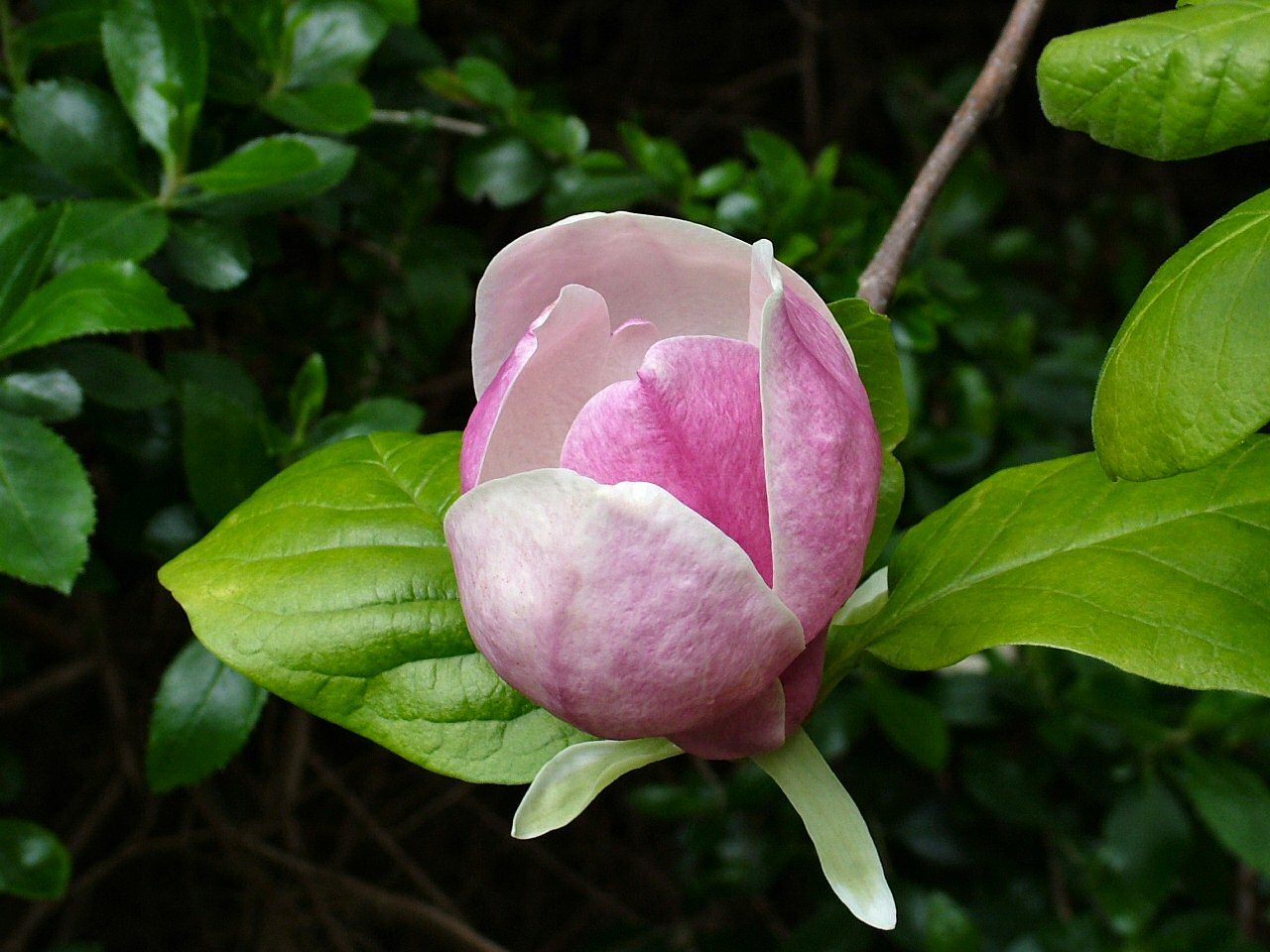
Magnolia

Magnoliae, na classificação taxonômica de Jussieu (1789), é uma ordem botânica da classe Dicotyledones, Monoclinae (flores hermafroditas ), Polypetalae ( corola com duas ou mais pétalas) e estames hipogínicos (quando os estames estão inseridos abaixo do nível do ovário).
Apresenta os seguintes gêneros:
- Euryandra, Drymis, Illicium, Michelia, Magnolia, Talauma, Liriodendrum, Mayna, Dillenia, Curatella, Ochna, Quassia.